# Линденберг (Бухлоэ)
Линденберг (нем. Lindenberg) – район Бухлоэ в Восточном Алльгое с населением 1520 жителей (на 01 декабря 2014).

## География и История
Район находится на возвышенности в 2-х км от центра Бухлоэ, вблизи автобана А96. В прошлом представлял из себя закрытое поселение. Своё название получил из-за заросшей когда-то липой возвышенности, нем. Linden – липа и нем. Berg – возвышенность, гора, в самой высокой части которой была построена церковь.
В 1971 году коммуна присоединилась к городу Бухлоэ.

## Церковь святых Георгия и Венделина
Церковь святых Георгия и Венделина выполнена в стиле барокко. Первые официальные упоминания о арочной церкви в этом месте относятся к 1589 году. На её руинах была построена сегодняшняя церковь. До 1685 года крыша 35 метровой башни церкви имела острую форму и в последующем была заменена на купол. Во время мировых войн, все колокола переплавлялись для военных нужд.

## Интересное
В Линденберге имеется хорошо сохранившаяся богадельня 1800 года, входит в состав охраняемых памятников старины.

## Известные жители
Эмиль Фогель (1930–2012) – скульптор и создатель статуи девы Марии в Бухлоэ.

## Иллюстрации

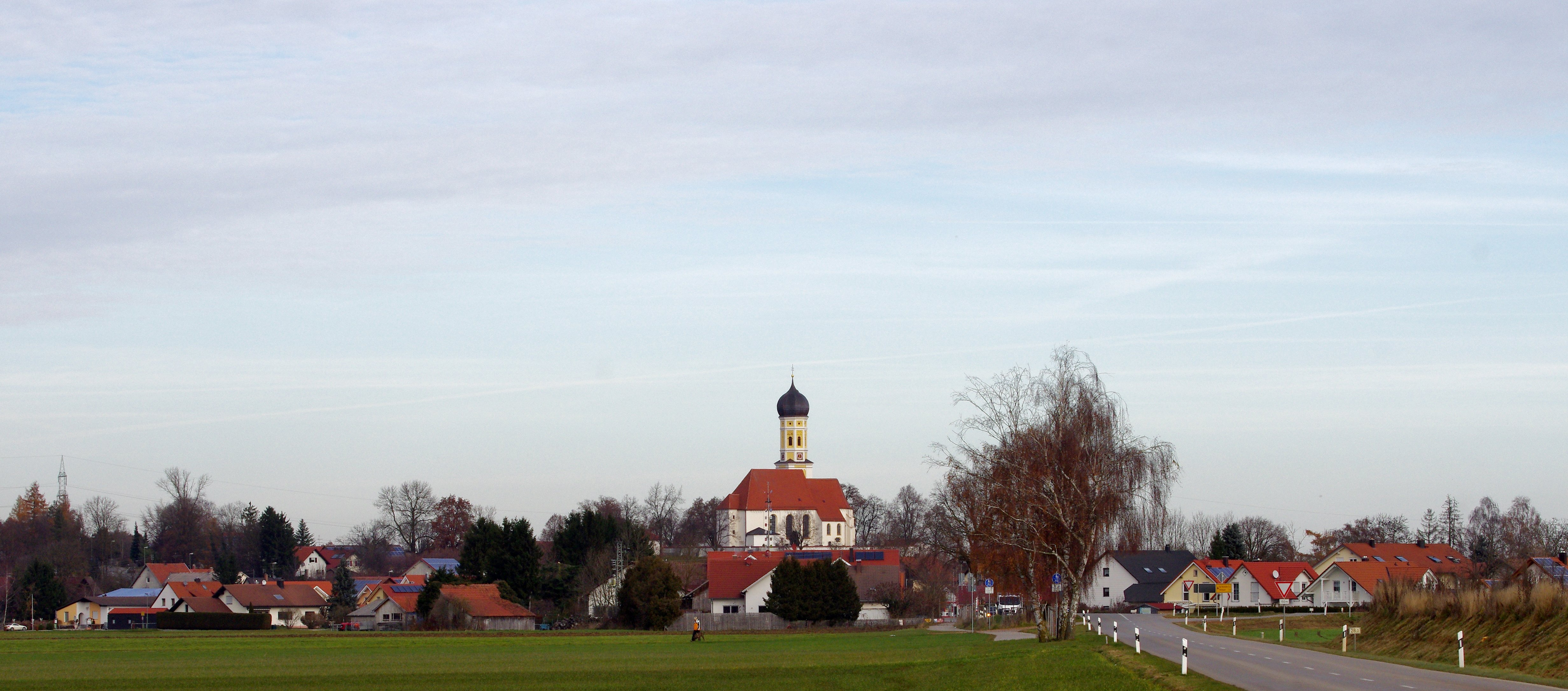
Панорама
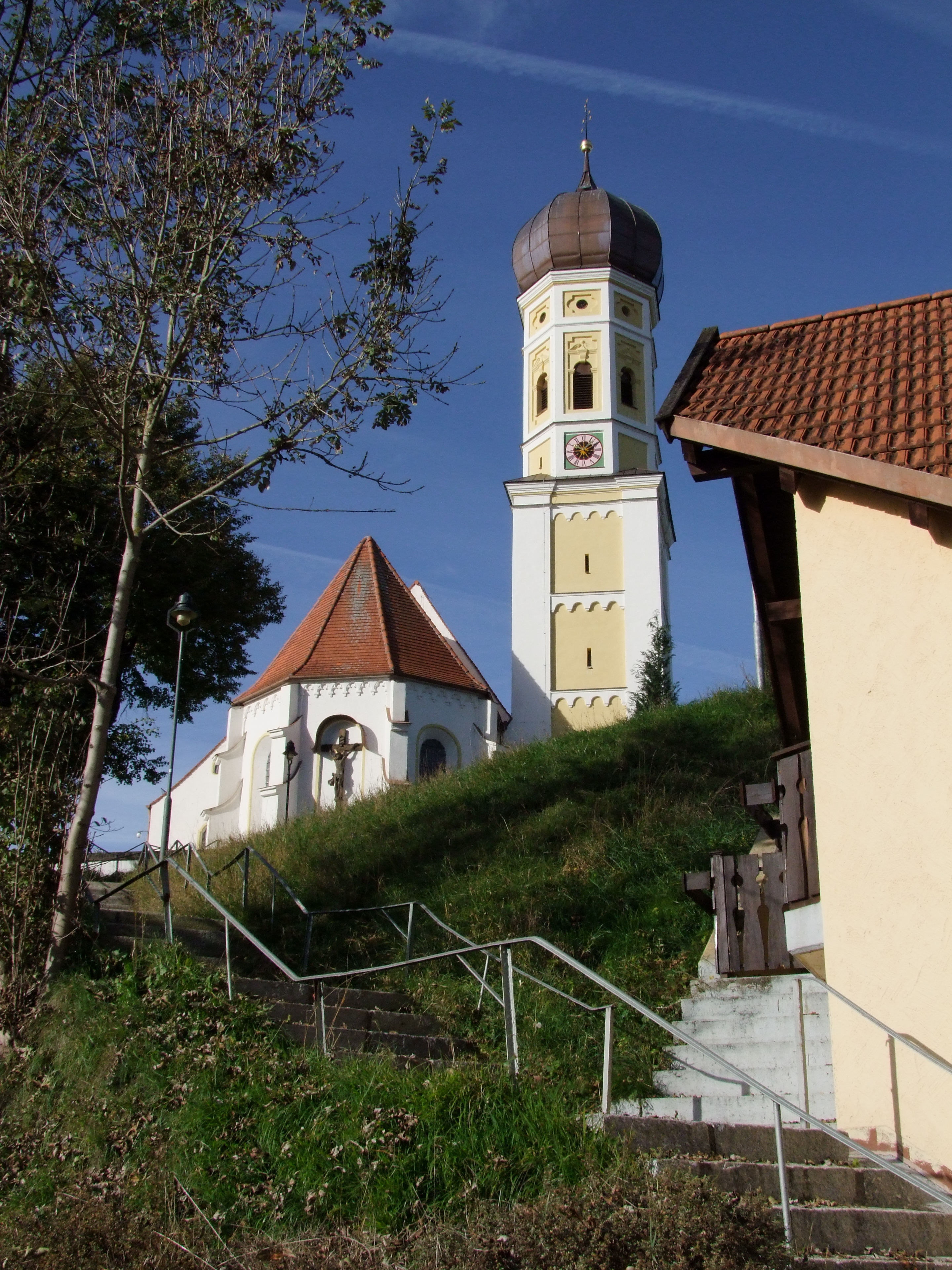
Церковь
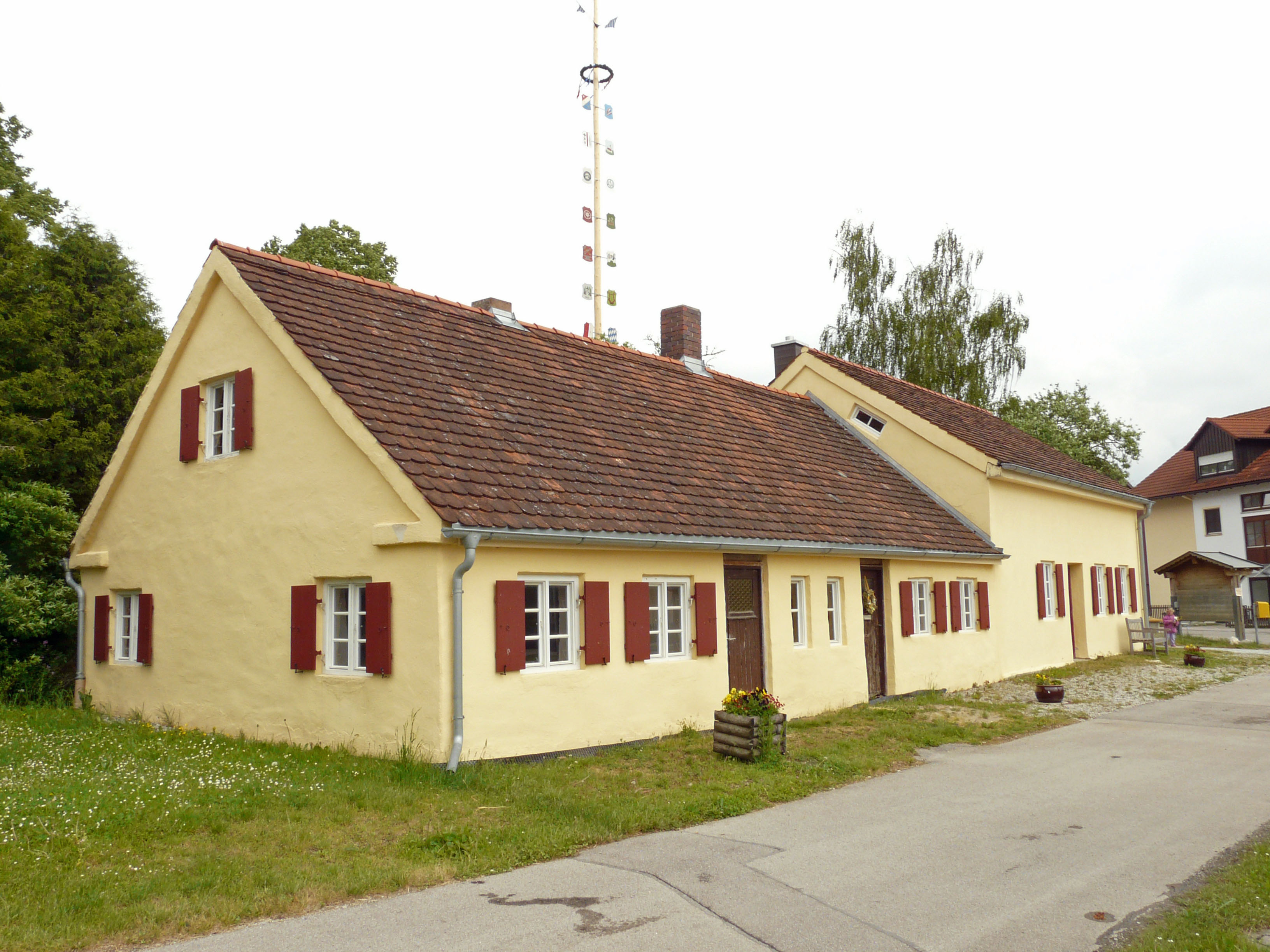
Богадельня
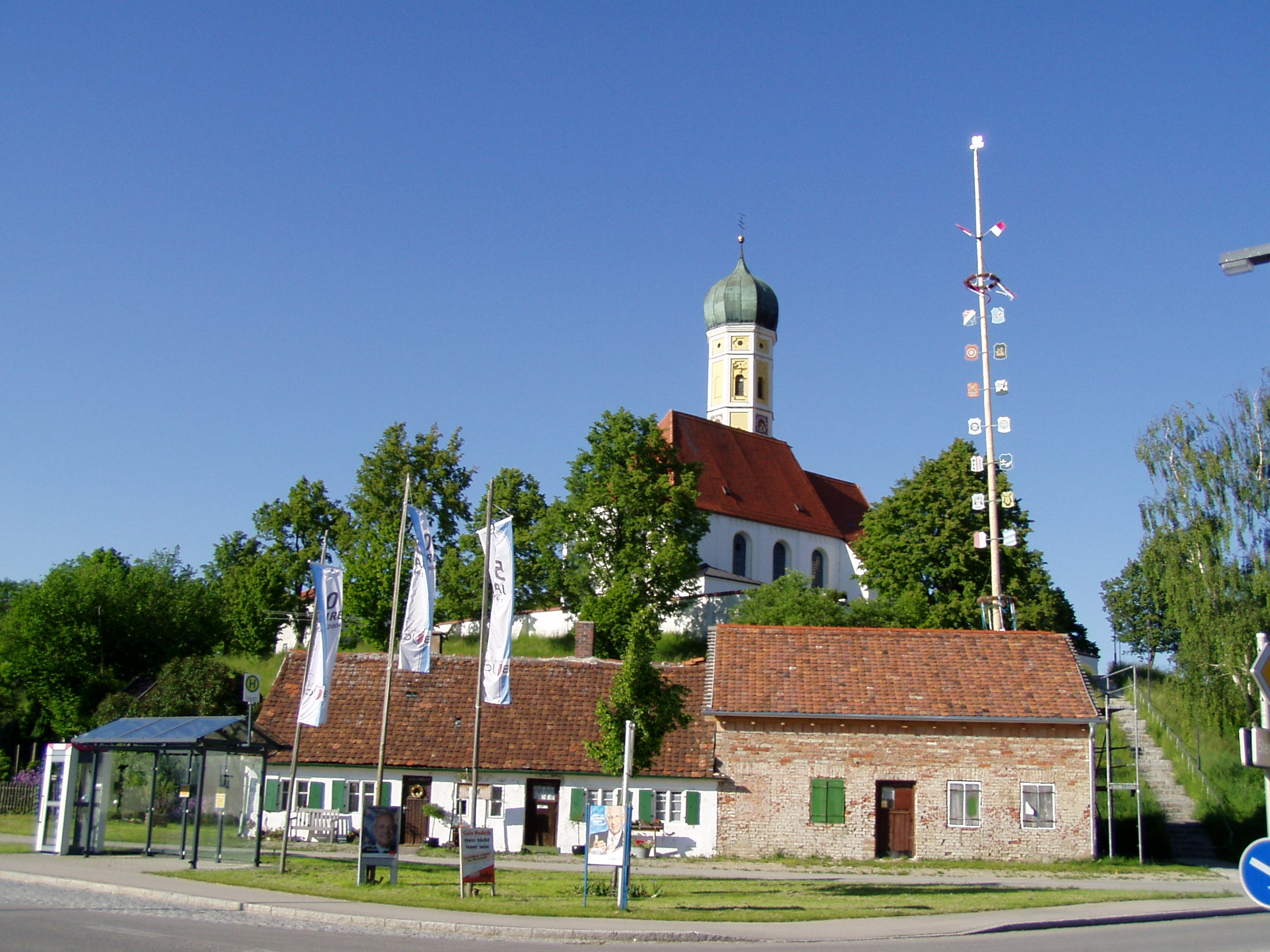
Богадельня и церковь